# البسل
البسل هي قرية تقع غربيّ قضاء الحويجة في محافظة كركوك في العراق. تحدها من الشمال قرية طنكرة ومن الجنوب قرية حوض سبعة ومن الشرق قرية الجبورية (هيهاوة) ومن الغرب قرية حوض ستة ،
يسكنها الطيء والجبور والجميلة والسادة النعيم واقليات اخرى ، تحتوي على اربعة مدارس ، إثنين ثانوية وإثنين إبتدائية، يتجاوز عدد سكانها 2000 نسمة ، وتحتوي على مشروعين لماء الإسالة ، وتعتبر البسل الشريان الإقتصادي الزراعي لمنطقة الصكر في قضاء الحويجة .